# Берёза аллеганская
Берёза аллеганская, или Берёза жёлтая (лат. Betula alleghaniensis, эпитет от Аллеганских плато и гор) — вид деревьев рода Берёза (Betula) семейства Берёзовые (Betulaceae).

## Описание
Дерево, 18—24 (30) м высотой; ствол умеренно сбежистый, 75—100 (120) см в диаметре; крона сквозистая. Кора блестящая, золотисто-серая или желтоватая, тонкоотслаивающаяся. Корень поверхностный, широко распростёртый.
Побеги сероватые, годовалые с белыми чечевичками. Почки (4) 6—7 (8) мм длиной, зеленоватые или светло-бурые, острые. Листья яйцевидные или продолговато-яйцевидных, остроконечные, основание округлое или слегка сердцевидное, край остро-мелкозубчатый, 8—12 см длиной; черешки 1,5—2,5 см длиной.
Женские серёжки яйцевидно-продолговатые, 2—3 см длиной и 1,5—2,0 см шириной, почти сидячие или на короткой ножке; чешуйки опушенные, 5—8 мм длиной.
Цветение поздней весной, созревание плодов в сентябре—октябре.

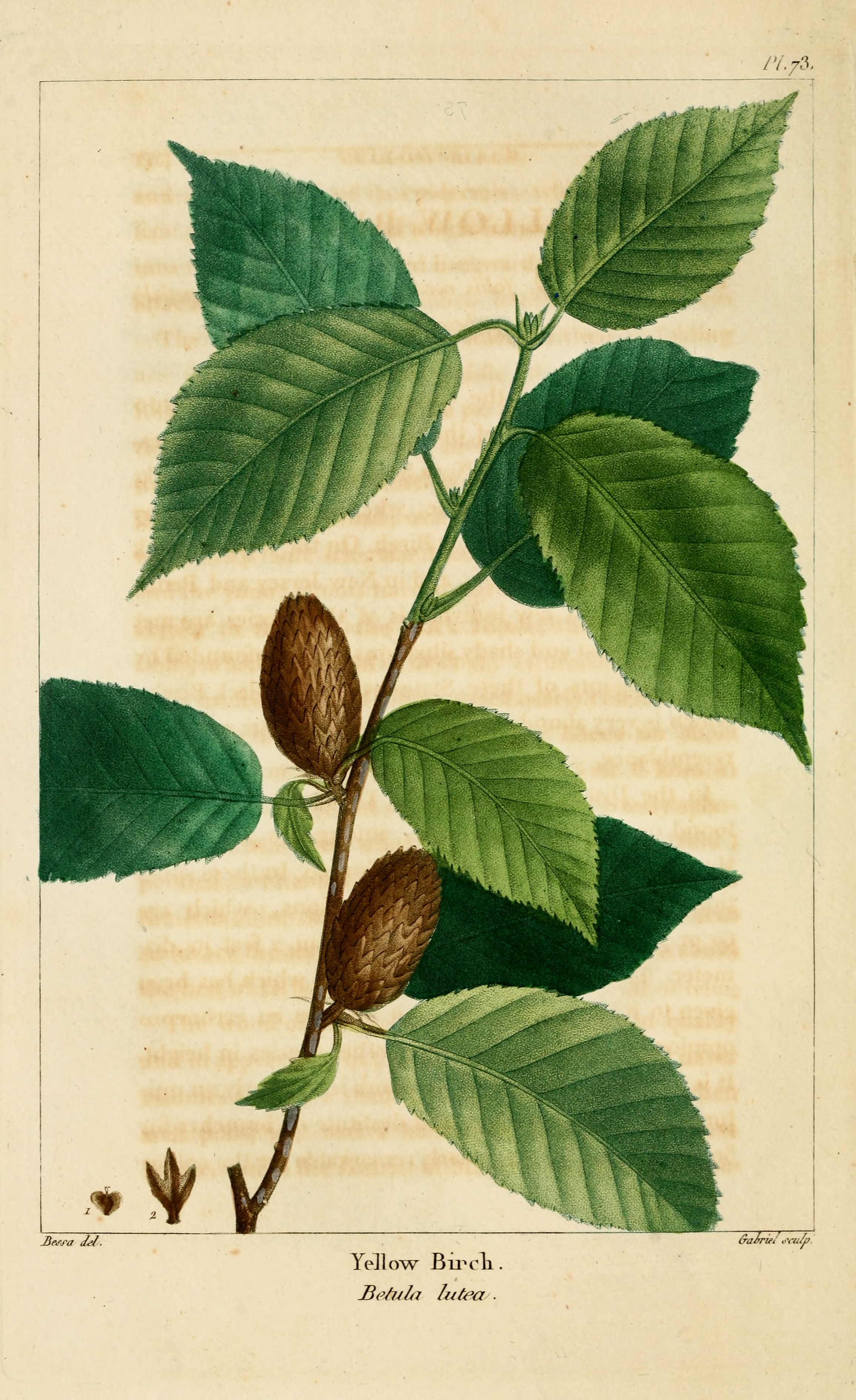
Ботаническая иллюстрация из книги «The North American Sylva», 1819

Число хромосом 2n = 84.

## Распространение и экология
Теневыносливая, растёт на речных берегах, в заболоченных лесах, на облесённых склонах в гористых районах до высоты 500 м.
Встречается на территории Северной Америки: от островов Сен-Пьер и Микелон, Ньюфаундленд, юга Квебека и Онтарио до штатов Теннесси и Северная Каролина (а также на севере штатов, примыкающих с юга к последним).

## Синонимы
- Betula alleghaniensis var. fallax (Fassett) Brayshaw (1966)
- Betula alleghaniensis var. macrolepis (Fernald) Brayshaw (1966)
- Betula alleghaniensis f. macrolepis (Fernald) Brayshaw (1966)
- Betula excelsa Pursh (1813), nom. illeg.
- Betula lenta var. lutea Regel (1868)
- Betula lutea F.Michx. (1811), nom. illeg.
- Betula lutea var. alleghaniensis (Britton) Rehder (1949)
- Betula lutea f. fallax Fassett (1932)
- Betula lutea var. genuina Regel (1861), nom. inval.
- Betula lutea var. macrolepis Fernald (1922)
- Betula lutea f. macrolepis (Fernald) Fernald (1932)
- Betula lutea var. persicifolia Dippel (1891)
- Betula persicifolia K.Koch (1873), nom. inval.